# Monumento naturale Lungofibreno Tremoletto
Il Monumento naturale Lungofibreno Tremoletto  è rifugio di varie specie ornitiche. 
Il Tremoletto, lago di probabile origine carsica, di forma esagonale e dal basso fondale,fu riserva di caccia dei duchi Boncompagni-Ludovisi ed aveva al centro un isolotto, su cui era situata una torretta medioevale, e fu prosciugato tra gli ultimi anni dell’Ottocento ed i primi del Novecento. 
Il Monumento naturale è collocato lungo il fiume Fibreno, in prossimità della sua immissione nel Liri, mentre l’inizio del fiume Fibreno è tutelato dal Monumento naturale Fiume Fibreno e Rio Carpello e il lago Fibreno è ricompreso nella Riserva naturale lago di Posta Fibreno. L’intero bacino del Fibreno si caratterizza per l’eccezionale trasparenza delle acque. Si trova a Isola del Liri, in Provincia di Frosinone.
È stato istituito, con decreto del Presidente della Regione Lazio 15 febbraio 2018, n. T00067, pubblicato sul Bollettino Ufficiale della Regione Lazio n. 14 del 15 febbraio 2018.